# Góra Oliwna
Góra Oliwna (arab. Dżabal at-Tur, hebr. ‏הַר הַזֵּיתִים‎ Har ha-Zeitim) – wzniesienie położone we Wschodniej Jerozolimie (818 m n.p.m.).

## Geografia
Góra Oliwna leży na wschodnim krańcu Jerozolimy i oddziela miasto od Pustyni Judzkiej. Ze zbocza góry (jest wyższa od Wzgórza Świątynnego) rozpościera się rozległy widok na Święte Miasto Jerozolimę z charakterystyczną złotą Kopułą na Skale. Od Starego Miasta i Ofelu oddziela je Dolina Cedronu. Jest równoległe do Wzgórza Świątynnego. Na jego stokach od strony wschodniej znajdują się arabskie osiedla Al Azarija (Betania) oraz Betfage. Na zboczu zachodnim w kierunku Wzgórza Świątynnego położony jest rozległy cmentarz żydowski, a u podnóża góry, od strony zachodniej, rozciąga się Ogród Oliwny. Drzewa oliwne porastają to wzgórze od tysięcy lat, czemu sprzyja dogodny klimat i żyzność gleby.

## Historia
W czasach przedchrześcijańskich, za panowania króla Dawida, to tutaj oddawano cześć Bogu Jahwe. W tradycji żydowskiej nazywa się ją także Górą Namaszczeń. Olej z tutejszych oliwek służył do namaszczania królów i kapłanów. Tu modlili się pobożni Żydzi gdy nie mieli dostępu do Ściany Płaczu. Góra uważana jest przez Żydów za miejsce gdzie rozpocznie się Dzień Gniewu Pańskiego według proroctwa opisanego w Księdze Zachariasza. Jest to jedno z najważniejszych świętych miejsc dla Żydów. Każdy Żyd, z każdego zakątka świata pragnie być pochowany na cmentarzu Har ha-Zetim. Cmentarz istnieje od ponad 3000 lat, liczy ponad 150 000 mogił i wciąż odbywają się na nim pochówki.     
Góra ma także niezwykle ważne znaczenie dla chrześcijan i uznawana jest przez nich za miejsce święte. To na Górze Oliwnej miało miejsce wniebowstąpienie Jezusa Chrystusa 40 dni po zmartwychwstaniu. Helena, matka cesarza Konstantyna, wzniosła na szczycie bazylikę nazywaną Eleona. Obok niej pochowany został św. Cyryl Jerozolimski. W roku 378 zamożna kobieta imieniem Pomenia wystawiła kościół upamiętniający Wniebowstąpienie Chrystusa. Hiszpańska pątniczka Egeria, która odwiedziła Ziemię Świętą w 380 roku, nazwała go w swoim pamiętniku z podróży Imbomon. W V w.; według różnych świadectw, wzgórze było zabudowane klasztorami i świątyniami. M.in. Melania Starsza założyła tuż obok Kościoła Wniebowstąpienia klasztor Apostolion wraz z przyległą kaplicą Martyrium.
U podnóża Góry znajduje się ogród Getsemani, w którym Jezus często spotykał się z uczniami na modlitwie i rozmowach. To tam udał się także po Ostatniej Wieczerzy na modlitwę przed męką Pańską.
Wykopaliska na Górze Oliwnej przeprowadzili w 1910 roku ojcowie biali (ruiny bazyliki bizantyjskiej – Eleona) oraz w 1959 franciszkanie na terenie swojej posesji przy sanktuarium Wniebowstąpienia. Wykazano, że góra nie była zamieszkana w czasach Chrystusa.
Na szczycie Góry Oliwnej i na jej stokach znajdują się dzisiaj następujące sanktuaria chrześcijańskie: kaplica Wniebowstąpienia (w rękach muzułmanów), grota św. Pelagii, prawosławna cerkiew grecka Viri Galilei, francuski karmel Ojcze nasz, klasztor benedyktynek, kościół Dominus flevit, prawosławna rosyjska cerkiew św. Marii Magdaleny oraz monaster Wniebowstąpienia Pańskiego, skała św. Tomasza, Ogród Oliwny i bazylika w Getsemani, polski klasztor elżbietanek – Home of Peace, sanktuarium w Betfage oraz sanktuarium w Betanii.

## Góra Oliwna wBiblii
W czasach starotestamentalnego Dawida Góra Oliwna była miejscem oddawania czci Jahwe.
Przez Górę Oliwną uciekał Dawid przed Absalomem. Od jej strony wjechał do Jerozolimy Jezus.
Miejsce pojmania Jezusa.
Jest wymieniana w Księgach Samuela, Królewskich, Ezechiela i Zachariasza. Wedle proroctwa w Księdze Zachariasza 14,4, ma stanąć na niej Jahwe (w egzegezie chrześcijańskiej utożsamiany z Chrystusem) w dniu Jahwe. Według Ewangelii Św. Łukasza, Jezus ostatnie noce swojego życia spędzał właśnie na górze Oliwnej (Łk 21,37). Dzieje Apostolskie umiejscawiają na jej szczycie Wniebowstąpienie Pańskie (por. Dz 1, 3-12). 

## Galeria

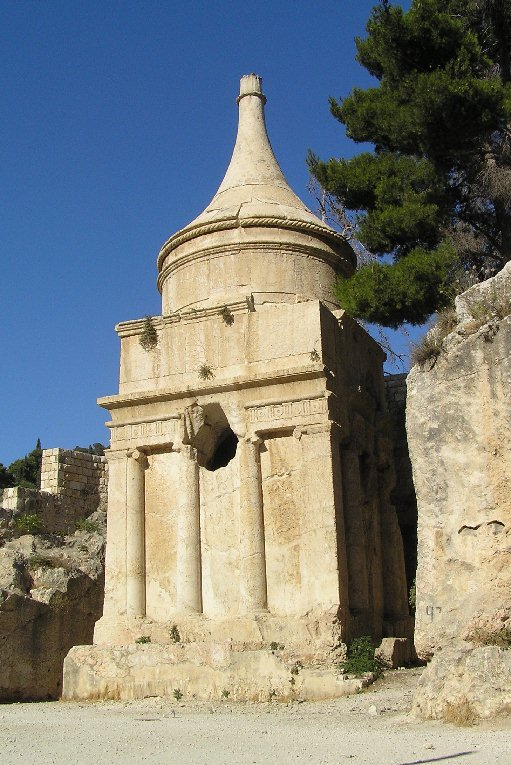
Grób Absaloma
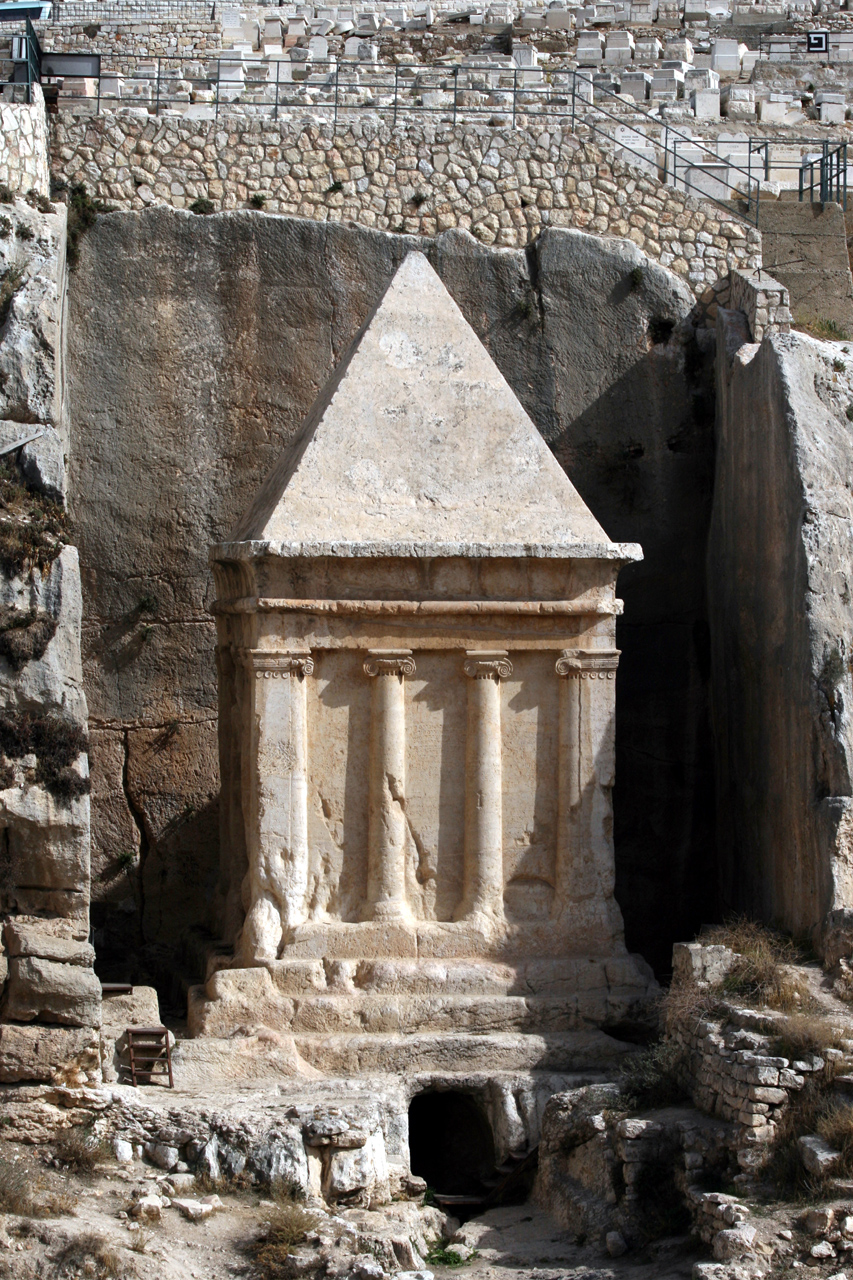
Grób Zachariasza
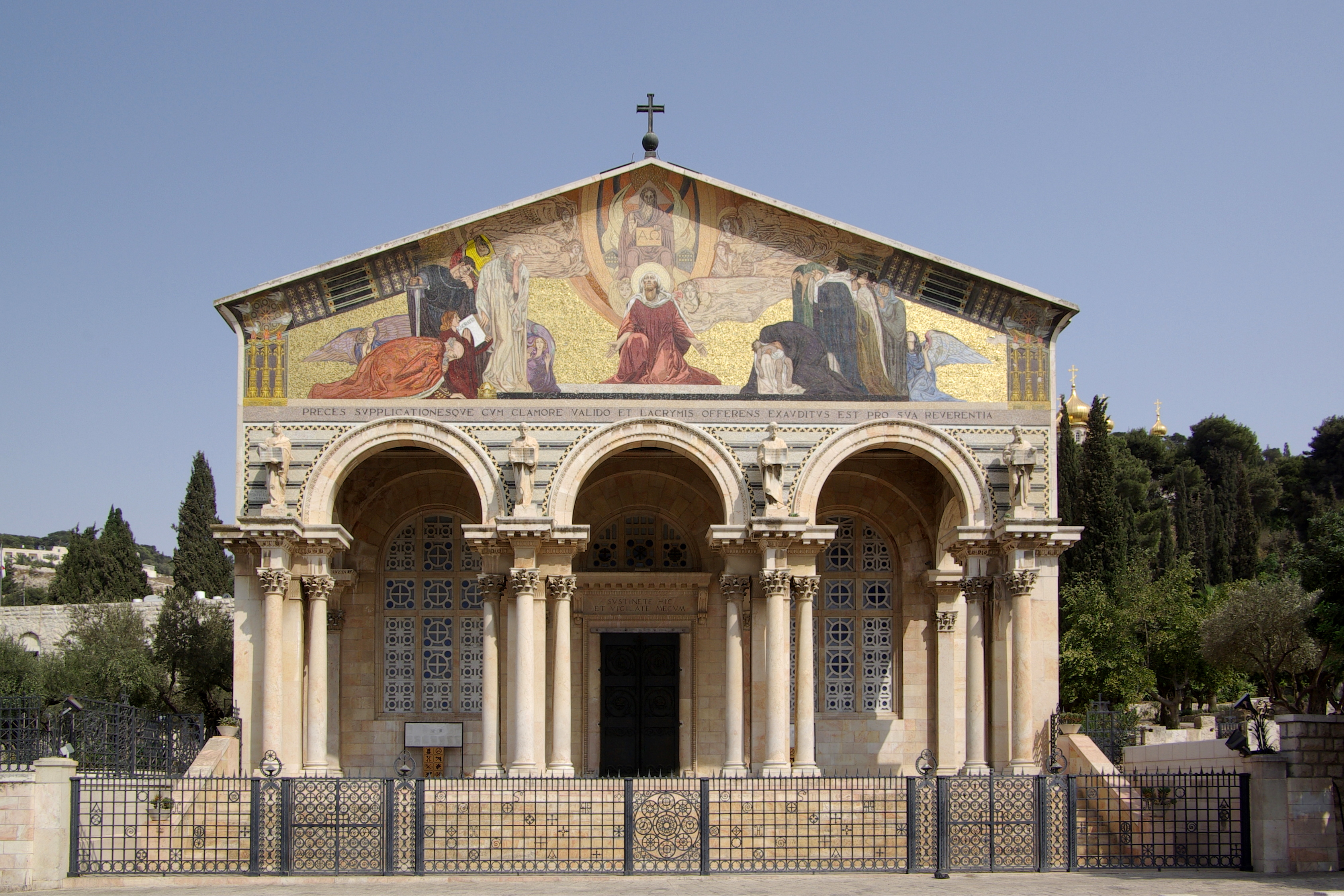
Kościół Narodów u stóp Góry Oliwnej
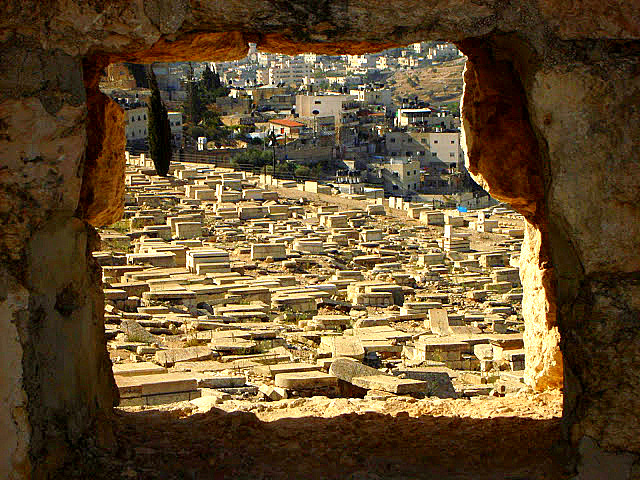
Cmentarz żydowski na zachodnim stoku Góry Oliwnej
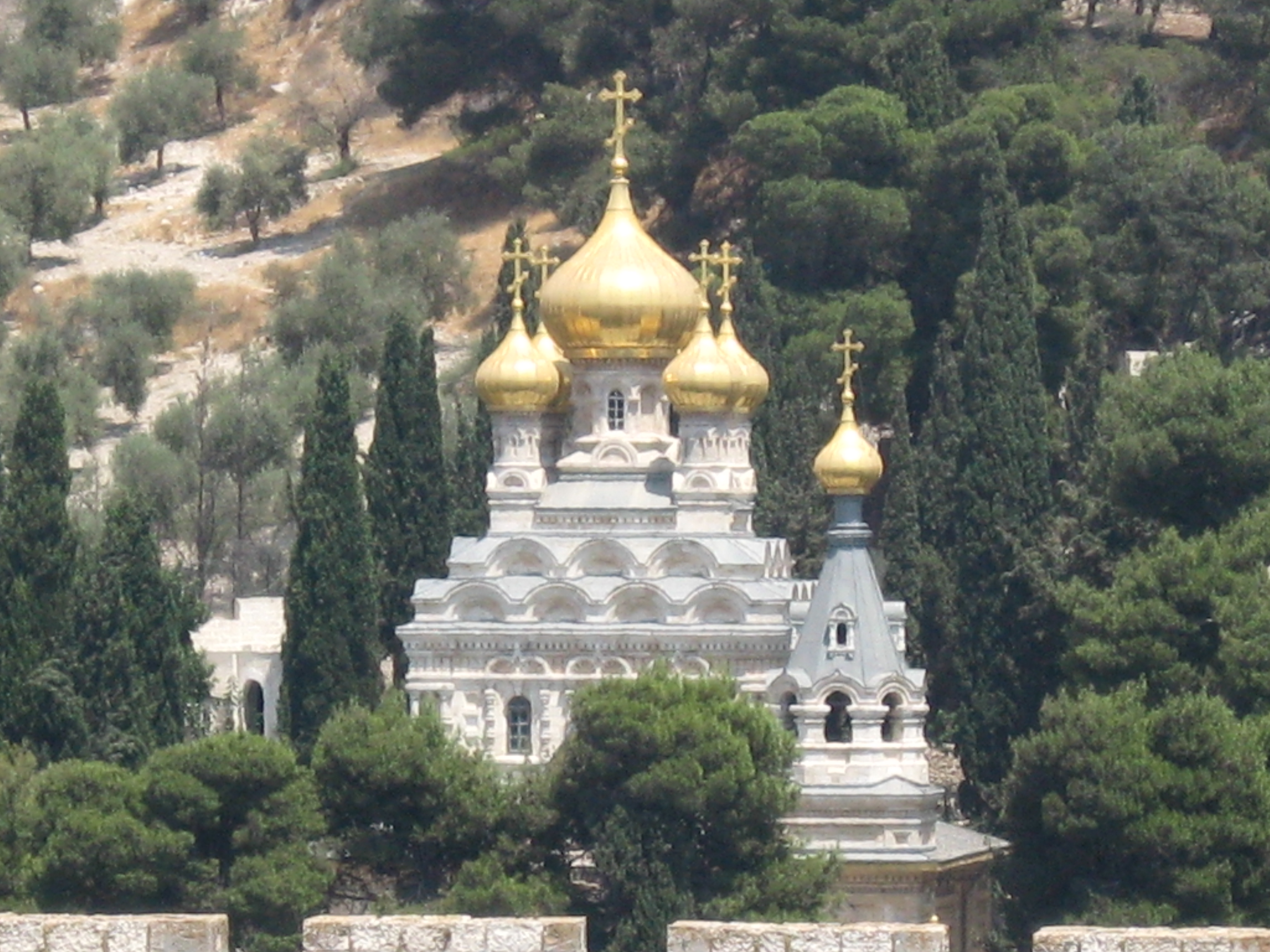
Cerkiew św. Marii Magdaleny
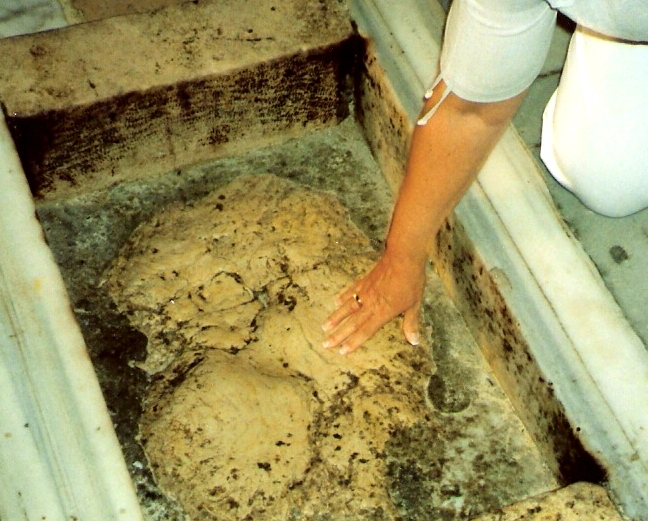
Kaplica Wniebowstąpienia (Dzieje Apostolskie i tradycja umiejscawia tu Wniebowstąpienia Jezusa Chrystusa)